# 박물관을 털어라
《박물관을 털어라》(영어: The Maiden Heist)는 미국에서 제작된 피터 휴잇 감독의 2009년 범죄 코미디 영화이다. 모건 프리먼, 크리스토퍼 워컨 등이 출연하고, 로리 매크리리 등이 제작에 참여하였다.

## 출연진
- 모건 프리먼
- 크리스토퍼 워컨
- 윌리엄 H. 메이시
- 마샤 게이 하든
- 브레킨 마이어
- 윈 에버렛
- 크리스티 스콧 캐슈먼
- 더글러스 보언 플린

## 기타 제작진
- 총괄 제작: 모건 프리먼
- 라인 제작: 조너선 매코이
- 공동 제작: 킴 H. 윈터
- 배역(뉴욕): 수전 숍메이커
- 미술: 크리스 루프
- 세트: 리사 닐슨
- 의상: 하 응우옌